# Finland op het Eurovisiesongfestival 1982
Finland nam in 1982 deel aan het Eurovisiesongfestival in Harrogate, Verenigd Koninkrijk. Het was de eenentwintigste deelname van het land op het festival. Het land werd vertegenwoordigd door Kojo met het lied Nuku pommiin.

## Selectieprocedure
De finale werd gehouden in de Kulttuuritalo in Helsinki. In totaal deden er tien liedjes mee aan deze finale. De winnaar werd gekozen door een expert jury.

#### Uitslag
| Volgorde | Artiest      | Lied           | Punten | Plaats |
| -------- | ------------ | -------------- | ------ | ------ |
| 1        | Opus 5       | Omenakuu       | 63     | 4de    |
| 2        | Tapani Kansa | Palaan         | 52     | 8ste   |
| 3        | Kojo         | Video-Venus    | 64     | 3de    |
| 4        | Ami Aspelund | Mitt äppelträd | 82     | 2de    |
| 5        | Tapani Kansa | Paista päivä   | 30     | 10de   |
| 6        | Ami Aspelund | Isa            | 60     | 6de    |
| 7        | Tapani Kansa | Laulujen maa   | 54     | 7de    |
| 8        | Kojo         | Nuku pommiin   | 95     | 1ste   |
| 9        | Ami Aspelund | Sambanja       | 61     | 5de    |
| 10       | Tapani Kansa | Angela         | 44     | 9de    |

## In Harrogate
Op het Eurovisiesongfestival zelf trad Finland als zesde van achttien deelnemers aan, na Turkije en voor Zwitserland. Aan het einde van de puntentelling stond Finland op een laatste plaats te zijn geëindigd met 0 punten.
België en Nederland hadden geen punten over voor deze inzending.

### Gekregen punten

#### Finale
| 12 punten | 10 punten | 8 punten | 7 punten | 6 punten |
| --------- | --------- | -------- | -------- | -------- |
|           |           |          |          |          |
| 5 punten  | 4 punten  | 3 punten | 2 punten | 1 punt   |
|           |           |          |          |          |

### Punten gegeven door Finland

#### Finale
Punten gegeven in de finale:
| 12 punten | Israël              |
| 10 punten | Duitsland           |
| 8 punten  | Cyprus              |
| 7 punten  | Luxemburg           |
| 6 punten  | Spanje              |
| 5 punten  | België              |
| 4 punten  | Verenigd Koninkrijk |
| 3 punten  | Zweden              |
| 2 punten  | Portugal            |
| 1 punt    | Turkije             |

1961 · 1962 · 1963 · 1964 · 1965 · 1966 · 1967 · 1968 · 1969 · 1970 · 1971 · 1972 · 1973 · 1974 · 1975 · 1976 · 1977 · 1978 · 1979 · 1980 · 1981 · 1982 · 1983 · 1984 · 1985 · 1986 · 1987 · 1988 · 1989 · 1990 · 1991 · 1992 · 1993 · 1994 · 1995 · 1996 · 1997 · 1998 · 1999 · 2000 · 2001 · 2002 · 2003 · 2004 · 2005 · 2006 · 2007 · 2008 · 2009 · 2010 · 2011 · 2012 · 2013 · 2014 · 2015 · 2016 · 2017 · 2018 · 2019 · 2020 · 2021 · 2022 · 2023 · 2024 · 2025